# Owe Wiktorin
Owe Wiktorin, švedski general, * 7. maj 1940.
Wiktorin je bil vrhovni poveljnik Švedskih oboroženih sil med letoma 1994 in 2000.